# Подібність (геометрія)
Подібність — перетворення евклідового простору, при якому для будь-яких двох точок {\displaystyle A}, {\displaystyle B} та їх образів {\displaystyle A'}, {\displaystyle B'} має місце співвідношення {\displaystyle |A'B'|=k|AB|}, де {\displaystyle k} — додатне число, яке називають коефіцієнтом подібності.

## Приклади
- Кожна гомотетія є подібністю.
- Кожний рух (в тому числі і тотожний) також можна розглядати як перетворення подібності з коефіцієнтом {\displaystyle k=1}.

Подібні фігури мають однакові кольори.

## Зв'язані визначення
- Фігура {\displaystyle F} називається подібною до фігури {\displaystyle F'}, якщо існує перетворення подібності, при якому {\displaystyle F\to F'}.
  - Подібність фігур є відношенням еквівалентності.

## Властивості
- Подібність є взаємно однозначне перетворення евклідового простору на себе.
- Подібність зберігає порядок точок на прямій, тобто якщо точка {\displaystyle B} лежить між {\displaystyle A}, {\displaystyle C} і {\displaystyle B'}, {\displaystyle A'}, {\displaystyle C'} — відповідні їх образи при деякому перетворенні подібності, тоді {\displaystyle B'} також лежить між точками {\displaystyle A'} і {\displaystyle C'}.
- Точки, що не лежать на прямій, переходять в точки, що не лежать на прямій.
- Подібність перетворює пряму в пряму, відрізок у відрізок, промінь в промінь, кут в кут, коло в коло.
- При подібності кут зберігає величину.
- Подібність з коефіцієнтом {\displaystyle k\not =1}, яка перетворює пряму в паралельну їй пряму, є гомотетією з коєфіцієнтом {\displaystyle k} або {\displaystyle -k}.
  - Кожну подібність можна розглядати як композицію руху {\displaystyle D} і деякої гомотетії {\displaystyle \Gamma } з додатним коефіцієнтом.
  - Подібність називається власною (невласною), якщо рух {\displaystyle D} є власним (невласним). Власна подібність зберігає орієнтацію фігур, а невласна — змінює орієнтацію на протилежну.
- Два трикутники є подібними, якщо
  - їх відповідні кути однакові
  - сторони пропорційні (див. подібність трикутників).
- Площі подібних фігур пропорційні квадратам їх схожих ліній (наприклад, сторін). Так, площі кіл пропорційні відношенню квадратів їх діаметрів (або радіусів).

## Узагальнення
Аналогічно визначається подібність (зі збереженням вказаних вище властивостей) в 3-вимірному евклідовому просторі, а також в {\displaystyle n}-вимірному евклідовому та псевдо-евклідовому просторі.